# فيورنزا باسولي
فيورنزا باسولي (9 أغسطس 1948 - 5 يوليو 2020) سياسية إيطالية.
ولدت باسولي في ريغيولو في 9 أغسطس 1948. بدأت حياتها السياسية منضمة إلى الحزب الشيوعي الإيطالي، وانضمت لاحقًا لخلفائه الحزب الديمقراطي لليسار وديمقراطيي اليسار والحزب الديمقراطي. كانت عضوًا في مجلس سيستو سان جيوفاني، ثم شغلت منصب أول رئيسة بلدية للبلدية بين عامي 1985 و1994 خلفًا لليبيرو بياجي. تم انتخاب باسولي لاحقًا لعضوية المجلس الإقليمي في لومباردي في الفترة من 1995 إلى 2005. ثم عملت في مجلس الشيوخ من 2006 إلى 2013.
توفيت باسولي في ميلانو في 5 يوليو 2020، عن عمر يناهز 71 عامًا.